# 盧厄河 (納布河支流)
49°34′54.3″N 12°8′36.8″E / 49.581750°N 12.143556°E

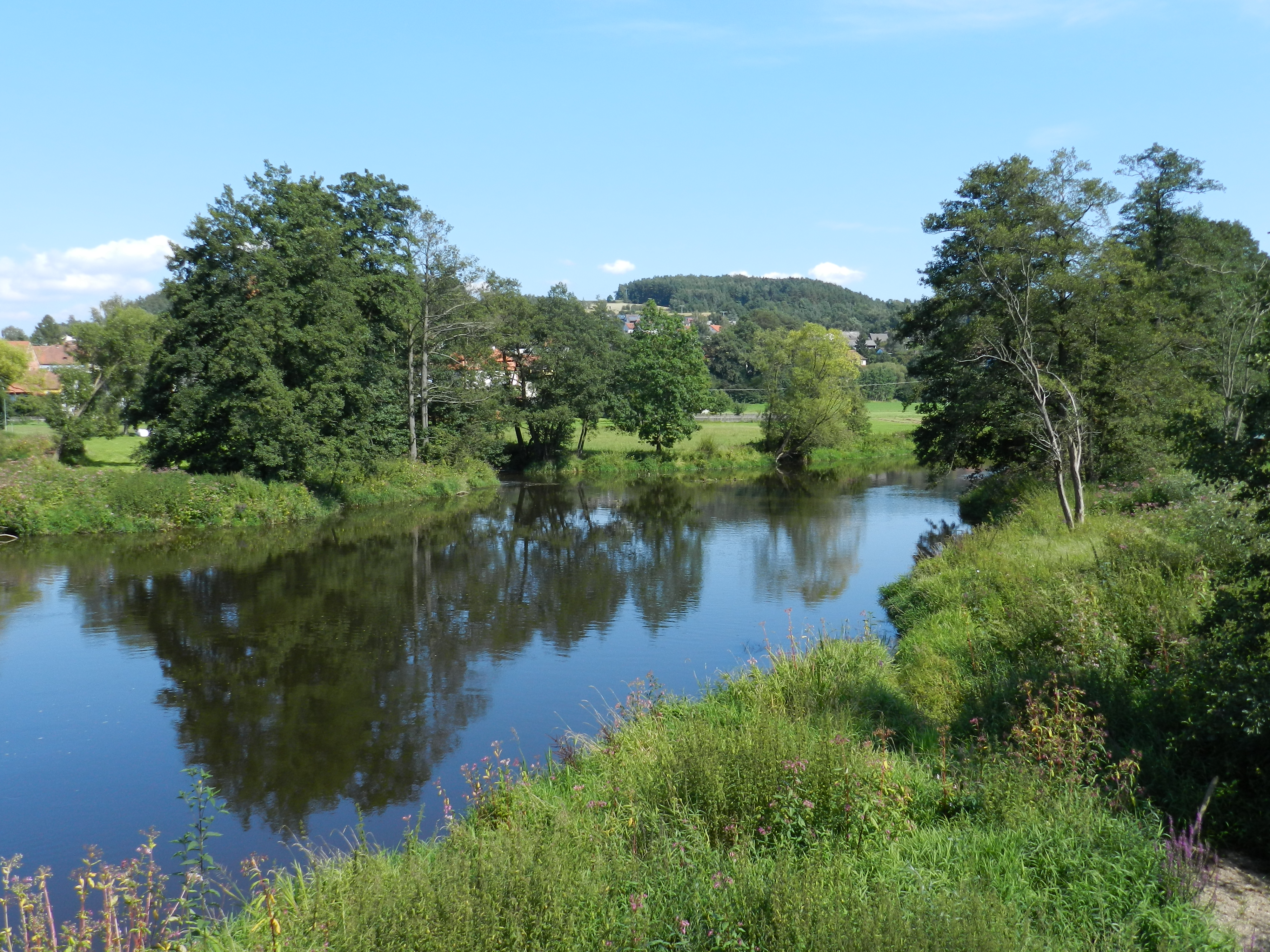
盧厄河（納布河支流）

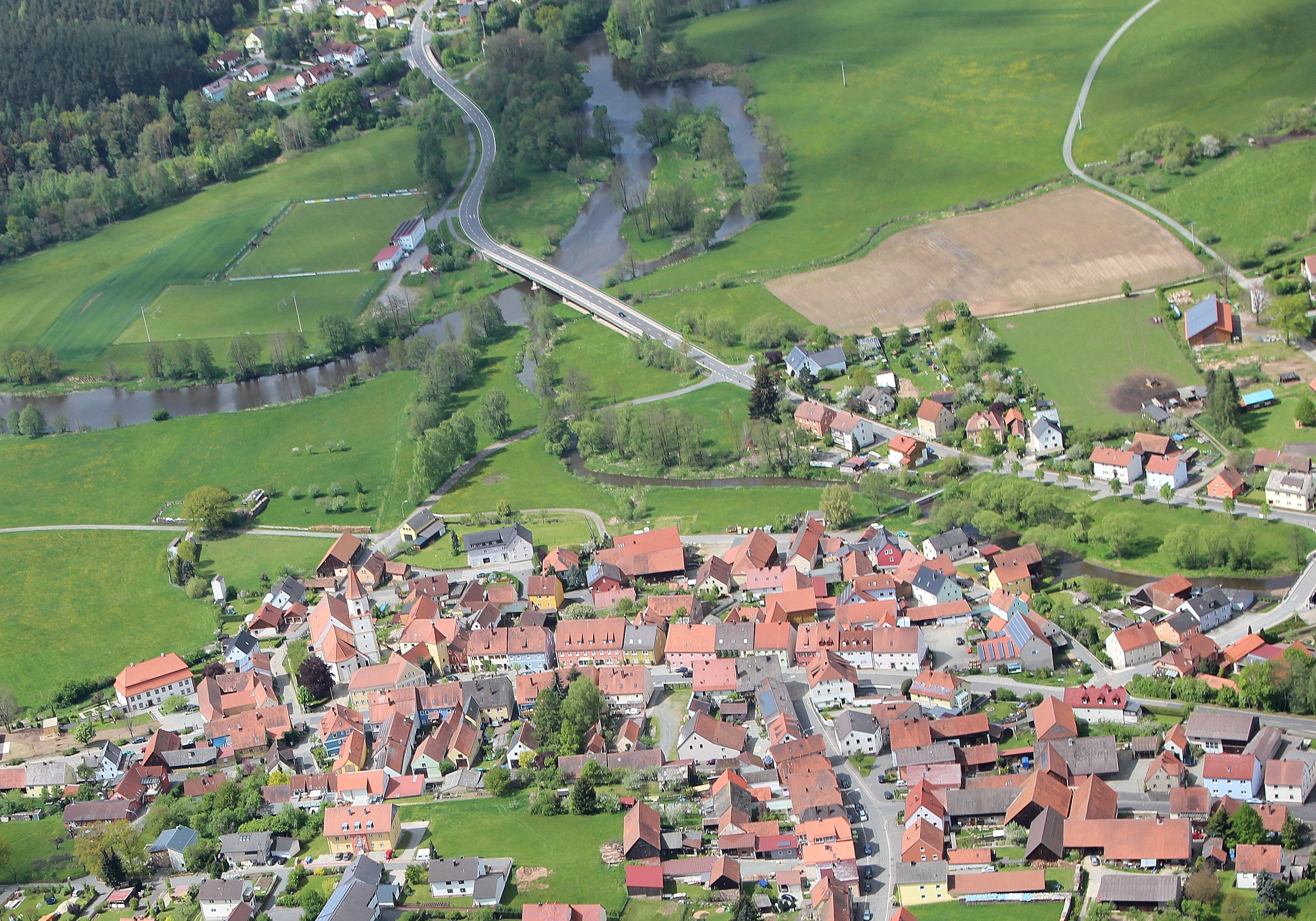
俯瞰盧厄河（左上）及附近房屋

盧厄河（德語：Luhe），是德國的河流，位於該國東南部，由巴伐利亞負責管轄，屬於納布河的左支流，河道全長26.2公里，發源自瓦爾德圖恩以東，河口處在盧厄-維爾德瑙。